# Брок Нельсон
Брок Крістіан Нельсон (англ. Brock Christian Nelson; 15 жовтня 1991, м. Варроад, США) — американський хокеїст, центральний/лівий нападник. Виступає за «Нью-Йорк Айлендерс» у Національній хокейній лізі.
Виступав за Університет Північної Дакота (NCAA), «Бриджпорт Саунд-Тайгерс» (АХЛ), «Нью-Йорк Айлендерс».
В чемпіонатах НХЛ — 154 матчі (34+34), у турнірах Кубка Стенлі — 7 матчів (2+0).
У складі національної збірної США учасник чемпіонатів світу 2014 і 2015 (18 матчів, 11+6). У складі молодіжної збірної США учасник чемпіонату світу 2011.
Досягнення
- Бронзовий призер чемпіонату світу (2015)